# Osiris (cómic)
Osiris (Amon Tomaz) es un superhéroe que aparece en los cómics estadounidenses publicados por DC Comics. Esta versión del personaje era contemporánea del Capitán Marvel Jr., con una conexión con el personaje Black Adam.
Amon Tomaz era un joven que fue brutalmente golpeado hasta casi morir por miembros de Intergang, un grupo del crimen organizado al que los Nuevos Dioses de Apokolips dieron acceso a la tecnología. Rescatado por su hermana y Black Adam, el antihéroe compartiría una parte de su poder, permitiéndole convertirse en Osiris. El personaje serviría como miembro de Familia Black Marvel, una contraparte de la Familia Marvel. Después del reinicio de The New 52, Amon es, en cambio, un adolescente sin poderes, luchador por la libertad y traductor de los Hijos de Adam, un grupo de revolucionarios cuyos objetivos incluyen resucitar a Black Adam.
Una nueva encarnación del personaje llamado Behrad Tarazi apareció en la serie de televisión de Arrowverso Legends of Tomorrow, interpretado por Shayan Sobhian. Amon Tomaz hizo su debut de acción en vivo en la película de DC Extended Universe Black Adam (2022), interpretado por Bodhi Sabongui.

## Historial de publicaciones
Osiris fue representado por primera vez en Teen Titans #38 (septiembre de 2006), haciendo su aparición completa en 52 #23 (diciembre de 2006), creado por Geoff Johns, Grant Morrison, Greg Rucka, Mark Waid, Keith Giffen y Drew Johnson. Apareció extensamente en la serie semanal de 2006-2007 52.

## Biografía ficticia
Osiris aparece por primera vez en una imagen de superhéroes adolescentes y fue parte de los Jóvenes Titanes entre los eventos de Crisis infinita y Un año después. La semana 23 de la serie 52 revela que Osiris es Amon Tomaz, hermano de la heroína Isis. También es el cuñado de Black Adam.
Amon ha sido golpeado y torturado repetidamente por miembros del culto criminal Intergang que intentan lavarle el cerebro para que se una al culto. Se niega a unirse a ellos una y otra vez e intenta huir, lo que hace que las palizas empeoren, mientras Intergang intenta asegurarse de que nunca vuelva a caminar. Es descubierto por Pregunta y Renée Montoya, quienes alertan a Isis y Black Adam sobre su ubicación. La pareja con superpoderes llega para liberarlo, e Isis descubre que sus poderes sobre la naturaleza no son suficientes para curar sus heridas, ya que son demasiado profundas, y que Amon nunca volverá a caminar. Black Adam comparte los poderes de sus dioses con el niño, y Amon invoca el rayo místico diciendo el nombre de su benefactor, "Black Adam". Obtiene los mismos poderes que el resto de la Familia Marvel. La paraplejia, el empoderamiento y la edad de Amon se parecen vagamente a los del Capitán Marvel, Jr.
Durante la semana 26, él, junto con Black Adam y su hermana, Isis, vuelan a Nanda Parbat, llevando a Renée Montoya y la Pregunta, dejándolos allí.
Más tarde siente que quiere amigos. Él y los otros Black Marvels ayudan a los otros Marvels a derrotar a Sabbac en Halloween usando su rayo mágico cuando intenta sacrificar niños a Neron. Después de hacer actos de bien y ayudar a las personas en todo el mundo, viaja a Estados Unidos para unirse a los Jóvenes Titanes, junto con su "amigo" Sobek, un cocodrilo parlante de bioingeniería tomado de los laboratorios de Sivana después de ser encontrado durante una cena benéfica con Venus Sivana, quien él nombró. El Capitán Marvel Jr. se mostró escéptico al principio debido a la conexión de Amon con Black Adam, pero se conmueve emocionalmente por el entusiasmo de Osiris y promete responder por él. La única condición de Junior es que Osiris debe "convencer al resto del mundo" de sus intenciones puras. Osiris, lleno de esperanza, acepta. Sin embargo, poco después, Persuasor comenzó a torturar a Isis durante un conflicto entre la familia Black Adam y el Escuadrón Suicida con su hacha atómica, cortándole la mejilla. Enojado, Osiris usa demasiada fuerza y parte a Persuasor por la mitad, lo que vuelve a la opinión pública en contra de la familia Black Marvel (más tarde se observa que se transmitieron imágenes manipuladas del ataque para dar la impresión de que Osiris disfrutó de la muerte al unir imágenes tomadas de su tiempo con los Jóvenes Titanes). Sobek le trae manzanas y trata de consolarlo.
Sintiéndose desesperado por haber matado al Persuasor, Osiris viaja a la Roca de la Eternidad para pedirle al Capitán Marvel que le quite los poderes, ya que siente que son una maldición y están destruyendo Khandaq. Black Adam e Isis intentan asegurarle que sus habilidades no son de naturaleza maligna y que aún puede hacer el bien. Marvel afirma que Osiris no es una mala persona ya que los Pecados (demonios encarcelados en la guarida de Marvel) no lo querían. Osiris ataca a Black Adam, pero detiene su ira cuando accidentalmente golpea a Isis. Osiris cede y regresa a casa con su hermana y su cuñado. Días después, Osiris, aún no convencido, planea dejar Khandaq para siempre con Sobek, quien persuade al adolescente para que rechace los poderes de Black Adam y vuelva a Amon para deshacerse de su 'maldición'. Osiris decide que no poder caminar debe ser su penitencia.
A pesar de su breve tiempo como titán, se ha erigido una estatua conmemorativa de Osiris en la Torre de los Titanes.

### Blackest Night
Más tarde, Osiris fue reanimado como Black Lantern. Como parte de la campaña de enero de DC para traer de vuelta las 'carreras cómicas muertas', Black Lantern Osiris apareció en el renacimiento one-shot The Power of Shazam!. Sin embargo, debido a que Black Adam había restaurado mágicamente el cuerpo de Amon a su forma potenciada antes de su sepultura, Osiris pudo resistir el control del anillo y finalmente cortó su propia conexión, junto con la de Black Lantern Sobek usando su rayo que lo golpeó a él y a él. Sobek, finalmente muriendo como un héroe.

### Brightest Day
Junto con varios otros héroes y villanos, Osiris fue devuelto a la vida al final de Blackest Night. Debido a que murió durante el mandato de Osiris con los Titanes, Superboy le pregunta con humor a Kid Flash quién es Osiris, refiriéndose a él como "Black Adam Jr.". Osiris ignora a sus compañeros Titanes y simplemente declara que desea regresar a casa.
Después de esto, Osiris regresa a Khandaq y promete restaurar el reino a su antigua prosperidad. Osiris toma los cuerpos petrificados de Black Adam e Isis y vuela hacia un destino desconocido. Durante un flashback, se revela que Osiris intentó regresar con los Jóvenes Titanes, solo para irse enojado después de ser dicho por Wonder Girl que se entregara a las autoridades por matar a Persuasor.
Enfurecido cuando descubre que no posee el poder para restaurar a sus seres queridos, Osiris se alista en el nuevo equipo de Titanes de Deathstroke con la esperanza de que el mercenario pueda ayudarlo en su objetivo. Durante su primera misión con el equipo, Osiris asiste en el asesinato de Ryan Choi, el cuarto Átomo. Durante su enfrentamiento con Choi, Osiris le dice al héroe que lamenta tener que matarlo. Después de la misión, Osiris se enoja por la elección de Deathstroke de nombrar al equipo como los Jóvenes Titanes, alegando que no se lo merecen.
Después de la segunda misión de los Titanes, Osiris regresa a sus aposentos, en los que se encuentran las estatuas de Adam y Adrianna. Se da cuenta de que la estatua de Adrianna ha cambiado ligeramente, desarrollando una grieta en su mejilla. Osiris se sienta y medita, deseando que Adrianna le muestre el camino. El símbolo de White Lantern aparece sobre él mientras lo hace.
Poco después, Osiris es contactado por la Entidad, quien le dice que libere a Isis. Justo antes de ser contactado por la Entidad, Osiris entra en un altercado verbal con dos de sus compañeros de equipo, Cinder y Tattooed Man, y termina siendo cortado en la cara por este último. Sorprendido después de ver que Tattooed Man de alguna manera pudo hacerlo sangrar, Osiris, confundido, vuela hacia el cielo, donde finalmente se le acerca la Entidad. Después de enterarse de que debe liberar a su hermana, Osiris reflexiona que también podría rescatar a Black Adam, y afirma que una vez que su hermana y Adam sean liberados, hará que los Titanes se arrepientan de haberlo maltratado.
Durante una batalla con un capo de la droga llamado Elijah, Osiris nuevamente experimenta una visión de Isis después de que Piscis lo noquea. Ella le dice a su hermano que él es culpable por su mano en el asesinato de Ryan Choi, y que para liberarla, tendrá que matar a más personas, haciendo muchos más sacrificios. Osiris electrocuta accidentalmente a Elijah después de despertar de su visión cuando grita sobre Isis, y regresa a casa para descubrir que han aparecido más grietas en la estatua de Isis. Luego supone que fue la muerte de Elijah la que causó las grietas y afirma que, de hecho, tendrá que matar a más personas para liberar a Isis de su prisión.
Durante una fuga en Arkham Asylum, Osiris es enfrentado por Killer Croc, a quien Osiris cree que es su viejo amigo Sobek, quien lo mató y lo ataca brutalmente. Osiris mata a un guardia con un rayo, aunque al hacerlo libera a todos los presos de las prisiones. Mientras luchan, el nuevo Batman llega y ve a Osiris, y se da cuenta de que ha estado trabajando con el equipo de Deathstroke. Batman intenta que Osiris explique sus acciones, pero Osiris finalmente escapa del Arkham Asylum y parte con el equipo de Deathstroke. Osiris viaja a Filadelfia donde mata brutalmente a varios criminales armados hasta que llega Freddy Freeman, el nuevo Shazam. Osiris y Freddy pelean, con Freddy tratando de convencer a Osiris de que deje de matar. Osiris engaña a Freddy haciéndole creer que ha sido convencido, luego usa el rayo mágico para robar los poderes de Freddy y se los da a Isis, restaurándola. La Entidad luego habla con Osiris diciéndole que su misión ha sido cumplida y su vida ha sido restaurada. Sin embargo, las primeras palabras de Isis a Osiris cuando regresa con ella son "¿Qué me has hecho?" Osiris descubre que las muertes que causó han corrompido el alma de Isis, haciéndola fluctuar entre su personalidad normal y una cruel e insensible. Mientras la vigila, ve un informe de noticias sobre el ataque de Qurac a Khandaq y regresa para descubrir que ella ha escapado. Isis intenta suicidarse con un rayo para liberarse de su alma corrupta, pero Osiris la protege con su propio cuerpo. Cuando despiertan, Isis descubre que la corrupción la ha dejado, pero aún la siente dentro de Osiris y le preocupa.
Más tarde, Osiris ataca a los soldados de Qurac junto a Isis; se entera de que Osiris se volvió más violento para matar soldados. Osiris luego se une a los Titanes de Deathstroke para atacar a la Liga de la Justicia, donde Isis los detuvo y los obligó a abandonar Khandaq. Además, utiliza su gobierno para retirarse de las Naciones Unidas y dice que proscribirán y no reconocerán ningún poder más que el suyo propio o se arriesgarán al comienzo de la Tercera Guerra Mundial.  Cuando se van, Osiris se sorprende cuando su hermana, Isis, le dice que ya no es bienvenido en Khandaq debido a su sed de sangre.
Al regresar al laberinto, Deathstroke les revela que sus elementos anteriores se usaron para crear una máquina de curación llamada "Matusalén" para su hijo moribundo Jericho. Después de curar a Jericho, Deathstroke afirma que la máquina también puede resucitar a los muertos y también puede traer a Black Adam. Osiris inicialmente acepta, pero después de que Cinder declara que el Dispositivo es una maldición, se une a él y Tattooed Man en la lucha contra los otros Titanes para destruir el dispositivo. Después de que Cinder se sacrifica para destruir el dispositivo, Osiris se va con el Doctor Sivana a cuestas. Exige que el Doctor Sivana cree un nuevo Dispositivo Matusalén para restaurar a Black Adam, pero Sivana le pide a cambio que lo ayude a matar al mago Shazam.

### The New 52
En 2011, "The New 52" reinició el Universo DC. Amon Tomas es un joven humano reclutado por los Hijos de Adam, un grupo terrorista que trabaja para liberar a Khandaq de la dictadura de Ibac. Debido a sus habilidades de traducción, tiene la tarea de leer un antiguo hechizo para resucitar a Black Adam. Pero antes de completarlo, los militares los atacan. Mortalmente herido, Amon hace que su hermana Adrianna complete el hechizo que revive a Black Adam.

## Otros personajes llamados Osiris

### Agente del Overmaster
Osiris apareció en Justice League International vol. II #42 (marzo de 1994) y fue creado por Gerard Jones y Charles Wojtkiewicz. Apareció mensualmente en ese título y sus compañeros, Justice League America y Justice League Task Force hasta agosto de 1994.
Osiris es un héroe egipcio que viste una armadura dorada de alta tecnología y cree que es el dios reencarnado Osiris. Apareció por primera vez como agente del Overmaster y miembro del Cuadro de los Inmortales. Después de la muerte del Inmortal, Osiris finalmente percibió la verdadera amenaza del Overmaster. Él, Seneca y Mohammed Ibn Bornu se aliaron con la Liga de la Justicia para detener al Overmaster.

### Dios de la Muerte
Este Osiris apareció en el one-shot Sandman Presents: The Thessaliad #1 (marzo de 2002) y fue creado por Bill Willingham y Shawn McManus. Osiris es el dios egipcio de la muerte, la fertilidad y la resurrección. También es el señor del inframundo egipcio y fue designado para ser uno de los tres jueces de los difuntos, junto con Thoth y Anubis. En los tiempos modernos, Osiris y los dioses de la muerte Hel, Morrigan y Plutón conspiraron para robar la fuerza vital de una joven llamada Tesalia, debido a su condición de última bruja de Tesalia. Su plan fracasó y la joven bruja desmembró al inmortal con cabeza de ibis y esparció las partes de su cuerpo por el tiempo y el espacio.

## Poderes y habilidades
Cuando dice el nombre de su cuñado y benefactor Black Adam, Amon Tomaz se transforma en Osiris. De esta forma, se le otorga acceso a los poderes de Black Adam, que se derivan de los antiguos dioses egipcios. Estos dioses y poderes son:
| S | por la resistencia de Shu  | Usando la resistencia de Shu, Osiris puede resistir y sobrevivir a la mayoría de los tipos de ataques físicos extremos. Además, no necesita comer, dormir o respirar y puede sobrevivir sin ayuda en el espacio, además de ser inmortal. Posiblemente obtenga factor curativo de esto. |
| H | por la rapidez de Heru     | Al canalizar la velocidad de Heru, Osiris puede volar y moverse a velocidades supersónicas, posiblemente a más de Mach 500. |
| A | por la fuerza de Amon      | Osiris tiene un nivel fenomenal de súper fuerza, capaz de doblar acero fácilmente, atravesar paredes, producir poderosas ondas de choque al aplaudir, levantar objetos masivos y derrotar a enemigos sobrehumanos. Atom afirma que Amon posee una fuerza de nivel kryptoniano, lo que lo haría tan fuerte como un kryptoniano cargado de sol amarillo (Superman, Power Girl, etc.) |
| Z | por el sabiduría de Zehuti | Osiris tiene acceso instantáneo a un vasto nivel de conocimiento académico. La sabiduría de Zehuti también le da a Osiris clarividencia y le brinda consejo y consejo en tiempos de necesidad. Le permite entender muchos idiomas. |
| A | por el poder de Aten       | El poder de Aten, además de alimentar el rayo mágico que transforma a Osiris, también mejora otras habilidades físicas de Osiris, proporciona invulnerabilidad física y resistencia contra la mayoría de los hechizos y ataques mágicos, repara el daño y permite el viaje interdimensional y en el tiempo desde la Roca de la Eternidad. Osiris puede usar el rayo como arma al esquivarlo y permitir que golpee a un oponente u objetivo, lo que le permite convertir a otras maravillas en sus formas mortales. |
| M | por la valor de Mehem      | Este aspecto es principalmente psicológico y le da a Osiris cantidades sobrehumanas de fuerza interna de la cual sacar provecho, también ayuda contra el control mental y la telepatía, posiblemente le da habilidades de lucha y ayuda a su invulnerabilidad física. |

## Otras versiones

### Flashpoint
En la línea de tiempo alternativa del evento Flashpoint, Osiris es un príncipe de Kahndaq y miembro del consejo H.I.V.E.. Votó a favor del uso de armas nucleares para poner fin a la guerra en Europa occidental entre Aquaman y Wonder Woman, creyendo que la muerte de su hermana, Isis, fue causada por ellos. Cuando Traci Thirteen lucha contra el consejo, puede derrotarlo lanzando hechizos que terminan diciendo "¡Shazam!" haciendo que Osiris retrocediera.

## En otros medios
- Un personaje inspirado en Amon Tomaz llamado Behrad Tarazi aparece en Legends of Tomorrow, interpretado por Shayan Sobhian como un adulto[30] y por Bodhi Sabongui en flashbacks. Originalmente proviene de un posible futuro distópico en 2042, en el que poseía aeroquinesis a través del Air Totem antes de ser asesinado por A.R.G.U.S.. Después de que las Leyendas borran el futuro distópico, un Behrad revivido y alterado se une a ellos.
- Amon Tomaz aparece en Black Adam (2022), interpretado por Bodhi Sabongui.[31] Esta versión es el hijo adolescente de Adrianna Tomaz en lugar de su hermano menor. Siendo un fanático de los superhéroes, Amon mantiene a Teth-Adam en su habitación, luego de escapar, lo sigue. Más tarde, descubre que Ishmael, el compañero de su madre, es en realidad el líder militante de Intergang y escapa con la Corona de Sabbac, pero es capturado. Al ser salvado por Adam de ser asesinado por Ishmael, descubre que la muerte de Ishmael le permitió renacer como el demonio Sabbac. Amon, Adrianna y Karim reúnen a la gente de Khandaq para luchar contra el ejército de esqueletos de Sabbac mientras Teth-Adam y la Sociedad de la Justicia derrotan a Sabbac.

## Ediciones recopiladas
- Blackest Night: Rise of the Black Lanterns (collects The Power of Shazam! #48)
- Titans: Villains for Hire (collects Titans 24-27 and Titans: Villains for Hire Special #1)